# Olaf Kistenmacher
Olaf Kistenmacher (Amburgo, 1970) è uno storico tedesco, specializzato sul tema dell'antisemitismo.

## Biografia
Kistenmacher ha studiato filosofia, storia e psicologia all'Università di Amburgo, diventando assistente presso il Dipartimento di Filosofia dello stesso ateneo dal 1995 al 1997. In questo periodo è stato autore di pubblicazioni in materia di filosofia del diritto. Dal 1999 ha insegnato presso il memoriale del campo di concentramento di Neuengamme.
Dal 2003 al 2005 ha lavorato alla redazione della collana di pubblicazioni Beiträge zur Geschichte der nationalsozialistischen Verfolgung in Norddeutschland (Contributi alla storia della persecuzione nazionalsocialista nella Germania settentrionale). Dal 2009 al 2010 ha coordinato il progetto „Was tun gegen Antisemitismus?!“ (Cosa fare contro l'antisemitismo?!) nell'ambito del programma del governo federale contro l'estremismo di destra Vielfalt tut gut (La diversità è buona) ad Altona-Altstadt.
Kistenmacher ha conseguito il dottorato nel 2011 presso l'Università di Brema, discutendo con Inge Marßolek e Norbert Finzsch una tesi intitolata Arbeit und „jüdisches Kapital“. Antisemitische Aussagen in der Tageszeitung der KPD, Die Rote Fahne, während der Weimarer Republik, 1918 bis 1933 (Lavoro e "capitale ebraico". Dichiarazioni antisemite nel quotidiano del KPD, Die Rote Fahne, durante la Repubblica di Weimar, dal 1918 al 1933).
Dal 2018 al 2020 ha moderato la serie di eventi Antisemitismus im 21. Jahrhundert – was kann man dagegen tun? (Antisemitismo nel XXI secolo: cosa puoi fare al riguardo?).
Kistenmacher ha lavorato come guida in mostre sui crimini di guerra della Wehrmacht (Wehrmachtsausstellung) quali ‚Vernichtungskrieg‘. Verbrechen der Wehrmacht 1941 bis 1944 ("Guerra di annientamento". Crimini della Wehrmacht dal 1941 al 1944) curato dall'Istituto per la ricerca sociale di Amburgo, Accademia libera delle Arti di Amburgo (1999), e Verbrechen der Wehrmacht – Dimensionen des Vernichtungskrieges 1941 bis 1944 (Crimini della Wehrmacht - Dimensioni della guerra di annientamento dal 1941 al 1944), presso il Centro culturale Kampnagel, Amburgo.
È inoltre membro del seminario sul genere presso i memoriali tedeschi dal 2008, nonché del forum di ricerca di Villigst su nazionalsocialismo, razzismo e antisemitismo.
Kistenmacher pubblica articoli su riviste scientifiche in merito al tema dell'antisemitismo, analizzando le caratteristiche assunte dall'ostilità contro gli ebrei negli ambienti di destra e della Nuova Destra, all'interno della società civile e nelle aree politiche di sinistra. Avendo conseguito il dottorato con una tesi sui contenuti antisemiti pubblicati dall'organo di stampa del Partito Comunista di Germania (KPD) negli anni della Repubblica di Weimar, uno dei suoi principali interessi di ricerca è l'antisemitismo nei movimenti comunisti del XX secolo.